# دانشگاه آسیا و اقیانوسیه
دانشگاه آسیا و اقیانوسیه (UA&P) یک دانشگاه خصوصی در فیلیپین است. این مؤسسه در 15 اوت 1967 به عنوان یک اتاق فکر خصوصی که تحقیقات اقتصادی و اجتماعی انجام می‌داد و دوره‌های تحصیلات تکمیلی در اقتصاد ارائه می‌کرد شروع به فعالیت کرد.

## تاریخچه
دانشگاه آسیا و اقیانوسیه به‌طور رسمی توسط برناردو ویلگاس و ژسوس پی استانیسلائو که هر دو اقتصاددان بودند تأسیس شد. این مرکز به عنوان یک اتاق فکر برای مشاغل بخش خصوصی و ارائه دهنده برنامه‌های آموزشی اقتصاد عمل کرد.
بعد از این تأسیس رسمی، این مؤسسه دفتر خود را در یک مرکز اجاره ای در امتداد خیابان خورخه بوکوبو در مالات، مانیل راه اندازی کرد.
هیئت امنایی برای هدایت دانشگاه در مسیری که برای آن تعیین شده بود تشکیل شد. این اطمینان را ایجاد می‌کند که تمام برنامه‌ها، فعالیت‌ها و پروژه‌های انجام شده، مأموریت، اهداف و ارزش‌های دانشگاه را پیش می‌برد.
در اکتبر ۲۰۰۹، تیم‌های بسکتبال و والیبال زنان این دانشگاه عناوین قهرمانی WNCAA را به دست آوردند.